# Jonathan Kuminga
Jonathan Malangu Kuminga, né le 6 octobre 2002 à Goma en République démocratique du Congo, est un joueur congolais de basket-ball évoluant au poste d'ailier fort.

## Biographie

### NBA G League Ignite (2021)
Jonathan Kuminga participe à la NBA Gatorade League lors de la saison 2020-2021 avec le NBA G League Ignite, il inscrit 19 points, prend 4 rebonds et réalise 4 passes décisives lors de son premier match. En fin de saison, sa moyenne statistique est de 15,8 points, 7,2 rebonds et 2,7 passes décisives par match.

### Warriors de Golden State (depuis 2021)
Il est sélectionné en 7e position par les Warriors de Golden State lors de la draft 2021.
Le 18 décembre 2021, pour sa première titularisation en saison régulière face aux Raptors de Toronto, il réalise son record en carrière en scorant 26 points (9/15 au tir) malgré la défaite de son équipe.
Le 18 février 2022, il est sélectionné pour participer au Rising Stars Challenge lors du All-Star Week-end en remplacement de Chris Duarte.
Le 7 mai 2022, au cours du match 3 de la série face aux Memphis Grizzlies, il devient le plus jeune joueur de l'histoire à être titularisé en post-season (19 ans et 213 jours) depuis que la statistique est comptabilisée (1970).
Le 17 juin 2022, il est champion NBA avec les Warriors de Golden State.

## Palmarès

### En NBA
- Champion NBA en 2022 avec les Warriors de Golden State.
- Champion de la Conférence Ouest en 2022 avec les Warriors de Golden State.

## Statistiques

### Saison régulière G-League
Les statistiques de Jonathan Kuminga en matchs de NBA Gatorade Ligue sont les suivantes :
| Saison    | Équipe              | Matchs | Titul. | Min./m | % Tir | % 3pts | % LF | Rbds/m. | Pass/m. | Int/m. | Ctr/m. | Pts/m. |
| --------- | ------------------- | ------ | ------ | ------ | ----- | ------ | ---- | ------- | ------- | ------ | ------ | ------ |
| 2020-2021 | NBA G League Ignite | 13     | 13     | 32,8   | 38,7  | 24,6   | 62,5 | 7,20    | 2,70    | 1,00   | 0,80   | 15,80  |
| Carrière  | Carrière            | 13     | 13     | 32,8   | 38,7  | 24,6   | 62,5 | 7,20    | 2,70    | 1,00   | 0,80   | 15,80  |

### Saison régulière NBA
| Champion NBA |

Les statistiques de Jonathan Kuminga en saison régulière de NBA sont les suivantes :
| Saison    | Équipe       | Matchs | Titul. | Min./m | % Tir | % 3pts | % LF | Rbds/m. | Pass/m. | Int/m. | Ctr/m. | Pts/m. |
| --------- | ------------ | ------ | ------ | ------ | ----- | ------ | ---- | ------- | ------- | ------ | ------ | ------ |
| 2021-2022 | Golden State | 70     | 12     | 16,9   | 51,3  | 33,6   | 68,4 | 3,34    | 0,91    | 0,44   | 0,31   | 9,31   |
| 2022-2023 | Golden State | 67     | 16     | 20,8   | 52,5  | 37,0   | 65,2 | 3,45    | 1,87    | 0,61   | 0,46   | 9,94   |
| 2023-2024 | Golden State | 74     | 46     | 26,3   | 52,9  | 32,1   | 74,6 | 4,80    | 2,20    | 0,74   | 0,49   | 16,05  |
| Carrière  | Carrière     | 211    | 74     | 21,9   | 51,3  | 33,6   | 68,4 | 3,89    | 1,67    | 0,60   | 0,42   | 11,88  |

### Playoffs NBA
| Saison   | Équipe       | Matchs | Titul. | Min./m | % Tir | % 3pts | % LF | Rbds/m. | Pass/m. | Int/m. | Ctr/m. | Pts/m. |
| -------- | ------------ | ------ | ------ | ------ | ----- | ------ | ---- | ------- | ------- | ------ | ------ | ------ |
| 2022     | Golden State | 16     | 3      | 8,6    | 50,0  | 23,1   | 76,9 | 1,69    | 0,50    | 0,19   | 0,13   | 5,19   |
| 2023     | Golden State | 10     | 0      | 6,1    | 54,2  | 42,9   | 55,6 | 0,90    | 0,50    | 0,20   | 0,00   | 3,40   |
| Carrière | Carrière     | 26     | 3      | 7,7    | 51,2  | 30,0   | 71,4 | 1,38    | 0,50    | 0,19   | 0,08   | 4,50   |

## Records sur une rencontre en NBA
Les records personnels de Jonathan Kuminga en NBA sont les suivants, :
| Type de statistique        | Saison régulière | Saison régulière                  | Saison régulière | Playoffs | Playoffs                  | Playoffs      |
| Type de statistique        | Record           | Adversaire                        | Date             | Record   | Adversaire                | Date          |
| -------------------------- | ---------------- | --------------------------------- | ---------------- | -------- | ------------------------- | ------------- |
| Points                     | 34               | 2 fois                            | 2 fois           | 18       | Grizzlies de Memphis      | 7 mai 2022    |
| Paniers marqués            | 13               | Rockets de Houston                | 5 décembre 2024  | 11       | Timberwolves de Minnesota | 10 mai 2025   |
| Paniers tentés             | 22               | Rockets de Houston                | 5 décembre 2024  | 30       | Timberwolves de Minnesota | 10 mai 2025   |
| Paniers à 3 points réussis | 4                | 6 fois                            | 6 fois           | 3        | Timberwolves de Minnesota | 10 mai 2025   |
| Paniers à 3 points tentés  | 12               | @ Pelicans de La Nouvelle-Orléans | 21 novembre 2022 | 5        | @ Grizzlies de Memphis    | 11 mai 2022   |
| Lancers francs réussis     | 11               | Clippers de Los Angeles           | 27 décembre 2024 | 11       | Timberwolves de Minnesota | 12 mai 2025   |
| Lancers francs tentés      | 14               | Clippers de Los Angeles           | 27 décembre 2024 | 12       | Timberwolves de Minnesota | 12 mai 2025   |
| Rebonds offensifs          | 6                | @ Thunder d’Oklahoma City         | 8 décembre 2023  | 2        | Kings de Sacramento       | 20 avril 2023 |
| Rebonds défensifs          | 9                | 3 fois                            | 3 fois           | 8        | @ Mavericks de Dallas     | 24 mai 2022   |
| Rebonds totaux             | 12               | @ Thunder d’Oklahoma City         | 8 décembre 2023  | 8        | @ Mavericks de Dallas     | 24 mai 2022   |
| Passes décisives           | 7                | Jazz de l'Utah                    | 14 avril 2024    | 3        | Timberwolves de Minnesota | 10 mai 2025   |
| Interceptions              | 4                | Pelicans de La Nouvelle-Orléans   | 3 mars 2023      | 1        | 5 fois                    | 5 fois        |
| Contres                    | 3                | 3 fois                            | 3 fois           | 1        | 2 fois                    | 2 fois        |
| Balles perdues             | 6                | 3 fois                            | 3 fois           | 4        | Grizzlies de Memphis      | 7 mai 2022    |
| Minutes jouées             | 43               | Lakers de Los Angeles             | 27 janvier 2024  | 24       | @ Grizzlies de Memphis    | 11 mai 2022   |

- Double-double : 10
- Triple-double : 0

Dernière mise à jour : 31 décembre 2024

## Revenus

### Salaires
| Année       | Équipe   | Salaire      |
| ----------- | -------- | ------------ |
| 2021-2022   | Warriors | 5 466 360 $  |
| 2022-2023   | Warriors | 5 739 840 $  |
| 2023-2024   | Warriors | 6 012 840 $  |
| Total Gains |          | 17 219 040 $ |
| 2024-2025   | Warriors | 7 636 307 $  |